# Cerkiew św. Mikołaja w Psaczy

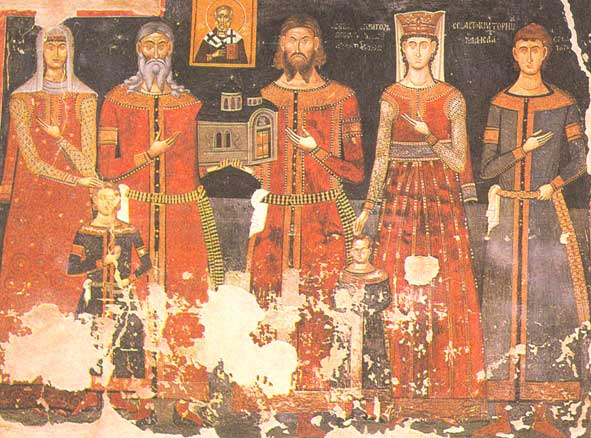
Fresk z postaciami fundatorów cerkwi

Cerkiew św. Mikołaja – prawosławna cerkiew we wsi Psacza, w pobliżu drogi z Kumanowa do Kriwej Palanki, w eparchii połosko-kumanowskiej Macedońskiego Kościoła Prawosławnego.
Przyjmuje się, że cerkiew powstała przed 1358. Jej fundatorem był sebastokrator Vlatko Paskačić oraz jego ojciec, książę Paskač. Z ich woli świątynia została podporządkowana serbskiemu monasterowi na górze Athos – Chilandarowi.
Jest to świątynia krzyżowo-kopułowa, z prostokątną nawą i wspartą na czterech filarach pojedynczą kopułą. Jest orientowana, od strony wschodniej posiada trzy absydy. Została wzniesiona z kamienia polnego oraz bloków kamiennych i bogato ozdobiona z zewnątrz. Jest przykładem wpływów serbskich w architekturze sakralnej średniowiecznych ziem macedońskich.
We wnętrzu świątyni przetrwał zespół malowideł stanowiący jeden z najlepiej zachowanych przykładów średniowiecznego malarstwa ziem macedońskich. Składają się na niego realistyczny portrety fundatorów obiektu z małżonkami Ozrą i Władysławą oraz synem Vlatka Stefanem, jak również wizerunki św. Joachima Osogowskiego (powstały po 1371), św. Merkurego, św. Klemensa Ochrydzkiego, św. Achillesa, św. Dionizego, św. Spirydiona oraz świętych Konstantyna i Heleny w nawie oraz całopostaciowe wyobrażenia świętych Atanazego Wielkiego, Jana Złotoustego, Bazylego Wielkiego i Grzegorza z Nazjanzu. W XIX w. część fresków została odnowiona, zaś w wieku XX do istniejących już kompozycji ikonograf Dimitrie Papradiszki domalował kilka nowych postaci świętych.